# Madison Heights (Virginia)
Madison Heights ist ein census-designated place (CDP) im Amherst County im US-Bundesstaat Virginia. Bei der Volkszählung 2020 betrug die Einwohnerzahl 10.893. Es ist Teil der Metropolregion Lynchburg.

## Geografie
Nach Angaben des United States Census Bureau hat der CDP eine Gesamtfläche von 50,6 km². Davon sind 49,7 km² Land und 0,8 km² beziehungsweise 1,67 % Wasser.

## Bildung
Es gibt die Monelison Middle School, die Amelon Elementary School und die Madison Heights Elementary School in Madison Heights. Die Temple Christian School ist eine Privatschule auf dem Gelände der Temple Baptist Church.

## Gebäude

### Central Virginia Training Center
Das Central Virginia Training Center ist eine staatliche Bildungseinrichtung in Madison Heights. Früher war es als Virginia State Colony für Epileptiker und „Schwachsinnige“ bekannt, in welchem Zwangssterilisationen durchgeführt wurden. Von 1924 bis 1972 wurden 8300 Personen als „untauglich“ eingestuft.

### Kritik in den Medien
Carrie Buck, die Klägerin im Fall Buck v. Bell beim Obersten Gerichtshof der Vereinigten Staaten, wurde sterilisiert, nachdem sie im Rahmen des staatlichen Eugenikprogramms als Patientin in der Kolonie als „schwachsinnig“ eingestuft worden war. Die Geschichte von Carrie Bucks Sterilisation und dem Gerichtsverfahren wurde 1994 zu einem Fernsehdrama mit dem Titel Against Her Will: The Carrie Buck Story verfilmt. Virginia State Epileptic Colony, ein Lied der Manic Street Preachers auf ihrem Album Journal For Plague Lovers von 2009, spricht das staatliche Eugenikprogramm an.